# Lead Hill
Lead Hill és una població dels Estats Units a l'estat d'Arkansas. Segons el cens del 2000 tenia 287 habitants.

## Demografia
Segons el cens del 2000, Lead Hill tenia 287 habitants, 126 habitatges, i 86 famílies. La densitat de població era de 235,8 habitants/km².
Dels 126 habitatges en un 28,6% hi vivien nens de menys de 18 anys, en un 57,1% hi vivien parelles casades, en un 10,3% dones solteres, i en un 31,7% no eren unitats familiars. En el 27,8% dels habitatges hi vivien persones soles el 18,3% de les quals corresponia a persones de 65 anys o més que vivien soles. El nombre mitjà de persones vivint en cada habitatge era de 2,28 i el nombre mitjà de persones que vivien en cada família era de 2,78.
Per edats la població es repartia de la següent manera: un 23,7% tenia menys de 18 anys, un 3,8% entre 18 i 24, un 24,7% entre 25 i 44, un 22% de 45 a 60 i un 25,8% 65 anys o més.
L'edat mediana era de 43 anys. Per cada 100 dones de 18 o més anys hi havia 79,5 homes.
La renda mediana per habitatge era de 30.625 $ i la renda mediana per família de 32.500 $. Els homes tenien una renda mediana de 24.375 $ mentre que les dones 18.864 $. La renda per capita de la població era de 13.051 $. Entorn del 9,3% de les famílies i el 15,7% de la població estaven per davall del llindar de pobresa.

## Poblacions més properes
El següent diagrama mostra les poblacions més properes.